# Distribution aux consommateurs
Distribution aux consommateurs (Consumers Distributing) est une chaîne de magasins par catalogue au Canada et aux États-Unis, en activité de 1957 à 1996. À son apogée, l'entreprise exploitait 219 points de vente au Canada et 153 aux États-Unis, y compris des magasins dans toutes les provinces du Canada et dans les États du New Hampshire, Massachusetts, Connecticut, New York, New Jersey, Pennsylvanie, Maryland, Californie et Nevada.
Distribution aux consommateurs visait à réduire les coûts en stockant la marchandise dans un entrepôt au lieu de l'afficher dans une salle d'exposition coûteuse. Les clients faisaient leur sélection à partir d'un catalogue, remplissaient un formulaire énumérant les articles qu'ils voulaient, remettaient ce formulaire à un commis au comptoir puis attendaient que le personnel récupère les articles dans l'entrepôt. Le modèle économique de Distribution aux consommateurs était décrit comme « le magasinage sur Internet avant Internet ».

## Histoire
Le premier magasin Consumers Distributing est ouvert en 1957 par Jack Stupp à Toronto,. Le capital de l'entreprise est ouvert au public en 1969.

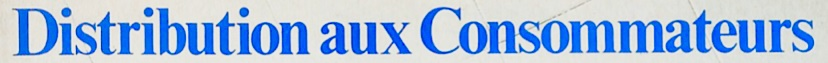
Logo de 1971 à 1988.

En 1971, pour étendre sa chaîne de magasins à travers le Canada, Jack Stupp forme une entreprise conjointe avec le Groupe Oshawa, valable à l'extérieur de l'Ontario. Le 15 septembre 1971, Distribution aux consommateurs ouvre ses premiers magasins à l'extérieur de l'Ontario, avec huit magasins dans la région de Montréal au Québec.

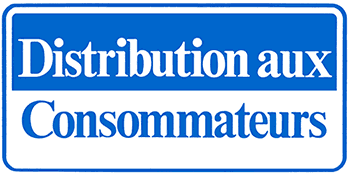
Logo de 1975 à 1988.

En août 1972, May Department Stores devient partenaire dans l'entreprise et en mai 1975, achète 50 % de participation dans la division américaine de Distribution aux consommateurs.
En 1978, le Groupe Oshawa vend 50 % de la participation qu'il avait acquis.
En 1978, Distribution aux consommateurs fonde une chaîne de magasins de jouets nommée Toyville (Toy City),. De 1988 à 1991, certains magasins deviennent des magasins combinés Toy City+Consumers Distributing. Ils ferment au milieu des années 1990.
En août 1978, Distribution aux consommateurs achète en échange la chaîne américaine non rentable de 70 magasins Consumers de May Department Stores contre une participation de 24 % dans l'entreprise et en 1979, achète la chaîne de 42 magasins par catalogue Cardinal de Steinberg, ce qui porte son nombre total de magasins à environ 400 en 1981,.
En juin 1983, May Department Stores vend sa participation dans l'entreprise pour 24 millions de dollars.
En 1985, la chaîne d'épicerie du Québec Provigo achète 20 % des actions de Distribution aux consommateurs, et en août 1985, achète une participation majoritaire en augmentant sa participation dans l'entreprise de 23 à 46 %.
En décembre 1985, les camions ne peuvent décharger leurs marchandises car un nouveau système de distribution informatisé tombe en panne. L'entreprise perd 29,2 millions de dollars lors de cette saison des fêtes.
Le 7 février 1986, Jack Stupp démissionne de son poste de président-directeur général, et est remplacé par le vice-président exécutif et directeur de l'exploitation Michael Haberman.
De 1986 à 1988, Distribution aux consommateurs s'est progressivement départie de ses établissements aux États-Unis, où les activités sont à la traîne,,.
En décembre 1987, Provigo acquiert l'entreprise en achetant les actions restantes de Distribution aux consommateurs.

Logo de 1988 à 1993.

En 1988, les revenus dépassent le milliard pour atteindre 1,8 milliard de dollars,.
En mai 1990, un accord avec International Semi Tech Microelectronics en vue d'acquérir l'entreprise pour un montant de 165 millions de dollars est résilié et Provigo fait face à des mesures judiciaires,.
En avril 1991, Distribution aux consommateurs est vendu à environ 190 millions de dollars à un groupe contrôlé par Ackermans & van Haaren, une entreprise de holding belge.
En 1995, les revenus chutent à 580 millions de dollars,.
Dans les années 1990, Distribution aux consommateurs a eu du mal à rivaliser avec Zellers puis Walmart Canada. Le 29 juillet 1996, Distribution aux consommateurs dépose une demande de protection contre ses créanciers en vertu de la Loi sur les arrangements avec les créanciers des compagnies,. Le 2 août 1996, Distribution aux consommateurs, qui a une dette de près de 250 millions de dollars, licencie la moitié des 210 employés de son siège social. Le 9 août 1996, Distribution aux consommateurs annonce la fermeture de 129 de ses 219 magasins, dont toutes ses succursales à l'extérieur de l'Ontario et du Québec,. Le 21 août 1996, la justice ontarienne approuve les ententes de liquidation des stocks devant commencer le 23 août 1996, et d'impression de trois millions de catalogues au coût de 3,8 millions de dollars issu d'une prolongation de contrat de deux ans jusqu'en 2001, que Distribution aux consommateurs avait respectivement conclues avec le groupe Hilco/Great American et les imprimeries Quebecor. En août 1996, un groupe d'anciens cadres supérieurs de Distribution aux consommateurs dirigés par le président Michael Haberman offre d'acheter l'entreprise pour environ 75 millions de dollars. En septembre 1996, quatre nouveaux acheteurs potentiels sont sur les rangs pour acquérir l'entreprise, soit deux groupes canadiens et deux autres américains. Les ventes de liquidation ajoutés aux ventes régulières ont réduit à 46 millions de dollars la somme que Distribution aux consommateurs doit aux institutions bancaires. En octobre 1996, Distribution aux consommateurs déclare faillite et liquide ses magasins restants à partir du 16 octobre 1996.
Dix ans après la faillite, un ancien employé de Consumers Distributing, Marc King, relance l'entreprise en tant que détaillant en ligne. Le nouveau site web de Consumers Distributing fonctionne pendant la période des fêtes de 2012, prenant les commandes de meubles et d'appareils électroniques de marque, mais le site ferme en janvier 2013, et King est accusé de devoir des arriérés de salaire aux employés. En mai 2015, Consumer Protection BC émet une ordonnance de non conformité, actes et pratiques trompeuses et de défaut de remboursements. Le régulateur rouvre l'enquête en octobre 2016 lorsqu'il reçoit une nouvelle plainte, notant que l'entreprise n'a toujours pas payé les pénalités de l'enquête précédente.

## Format de magasin
Le détaillant se concentrait principalement sur les bijoux, les petits électroménagers, les ustensiles de cuisine, les jouets, les produits de soins personnels, les meubles à rabais, l'électronique et les articles saisonniers. L'aménagement des magasins consistait à des comptoirs avec catalogues. Les clients devaient pour la plupart choisir leurs produits à partir des catalogues qui se trouvaient dans tout le magasin, en remplissant un formulaire de demande pour l'article qu'ils désiraient. Ce formulaire était ensuite donné à un commis de magasin et traité pour l'exécution, avec les marchandises stockées dans un entrepôt non accessible au public, derrière les comptoirs.
Il y avait deux principaux lancements de catalogue par année, avec des mini-catalogues saisonniers plus fréquemment publiés pour mettre en évidence certains articles. La ligne entière changeait deux fois par an, avec quelques exceptions. Les nouveaux articles étaient introduits seulement avec un nouveau catalogue. Quelques lignes spécialisées, telles que des piles, des films et quelques lignes de bijoux sur des étagères de comptoir, ne figuraient pas dans le catalogue. Le traitement de photos était un autre service disponible dans de nombreux magasins.

## Problèmes liés au modèle d'affaires et tentatives de les résoudre
Distribution aux consommateurs était affecté par la perception que les articles étaient souvent en rupture de stock dû au format de magasinage par catalogue du détaillant. Avec le concept de catalogue, le client sélectionnait l'article soit à la maison en regardant dans le catalogue, soit par un ensemble de catalogues dans la salle d'exposition de chaque magasin. Il n'était pas rare qu'un client fasse la queue pour être ensuite informé par un employé que la marchandise n'était pas en stock. En 1984, un concept nommé le Flashboard a été introduit. Le Flashboard était un tableau d'affichage en acier avec des numéros de catalogue magnétiques pour les articles en rupture de stock. Les clients pouvaient regarder le Flashboard pour leur article et s'il était listé, ils savaient qu'il était en rupture de stock et ils n'avaient pas à faire la queue. Ce concept a été utilisé dans certains magasins de New York et du New Jersey avant que l'informatisation ne devienne courante.
Distribution aux consommateurs a entrepris plusieurs initiatives pour dissiper cette perception de rupture de stock, y compris les superstores qui présentaient tous les produits en stock, et la livraison gratuite à domicile ou le transfert de magasin à magasin pour les articles qui n'étaient pas en stock. Il avait également mis en place un système d'inventaire à la fine pointe de la technologie qui pouvait vérifier la disponibilité des autres magasins en temps réel et proposer d'autres produits en magasin.
Distribution aux consommateurs a été l'un des premiers à mettre en œuvre un contrôle des stocks et un prépaiement en temps réel pour les produits disponibles dans d'autres succursales et dans l'entrepôt principal. Ces initiatives, y compris l'expansion des superstores, la livraison gratuite coûteuse et le coûteux nouveau logiciel de gestion des stocks, ont dépassé l'entreprise.
Des dépenses d'exploitation élevées, une concurrence accrue, des tendances changeantes dans le commerce de détail (comme les grandes surfaces style entrepôt), une déflation dans plusieurs catégories de produits (bijouterie et électronique), une récession profonde et l'expansion de Walmart au Canada ont tous contribué à la faillite de l'entreprise en 1996.